# История Енакиева

## Предыстория
Территория, где расположен город Енакиево, была обитаема ещё с древних времён. В черте города были открыты стоянки каменного века, курганы эпохи меди и бронзы, скифов и поздних кочевников. На южной окраине Енакиева (между сёлами Авиловка и Розовка) цепочкой с востока на запад длиной 3 км расположена группа древних курганов. За 1 год до основания города в «Списках населённых мест Российской империи» впервые указывается «село Фёдоровка, владения секунд-майора Ф. И. Жменёва» (возникшее на территории современного города).

## Основание
Постоянные поселения на территории современного города основаны в 1783 году: сёла Раздольское (ныне посёлок Раздоловка в черте города) и Софиевка (Карло-Марксово). В 1795 году в них проживало 213 и 256 человек соответственно.
В 1858 году был открыт Софиевский каменноугольный рудник (в 1864 году на нём добыто 225 тыс. пудов угля). Тогда же поблизости от сёл началось строительство казённого опытного чугуноплавильного Петровского завода, названного в честь Петра I. На нём впервые испытывали выплавку чугуна из местных руд на коксующемся угле. В 1866 году на заводе впервые в России был получен такой чугун, но предприятие закрыли.

## Развитие промышленности
В 1895 году инженерами Ф. Е. Енакиевым и Б. А. Яловецким и несколькими бельгийскими предпринимателями учреждено Русско-бельгийское металлургическое общество, которое к 1897 году построило вокруг села Фёдоровка новый Петровский чугуноделательный завод. В конце XIX века на нём работали 2 665 человек. Около завода открылись каменноугольные рудники. Вокруг предприятий сложились посёлки, которые в 1898 году объединены в один, названный по имени основателя Русско-бельгийского общества Енакиево (название происходит от имени инженера-путейца Ф. Е. Енакиева). Такое же название получила и местная железнодорожная станция. Писатель А. И. Куприн, состоявший в 1896 году на службе на заводе, отобразил жизнь рабочих посёлка в повести «Молох».
До Первой мировой войны в Енакиеве построены коксохимический, кирпичный, пивоваренный заводы, маслобойня. Петровский завод стал одним из крупнейших металлургических заводов (3 место) юга России. В 1913 году он дал 349,2 тыс. тонн чугуна, 316,4 тыс. тонн стали, 280,1 тыс. тонн проката. К этому времени в посёлке были 2 гостиницы, столовая, 2 пекарни, 4 магазина, больница, коммерческое училище, 5 школ, кинематограф, клуб служащих металлургического завода, библиотека.
Постановлением Временного правительства от 3 июня 1917 года Енакиево получило статус города.

## Годы советской власти
В результате разрухи после Первой мировой и Гражданской войн в 1919—1921 годах Петровский завод был единственным, который выпускал сталь. В 1921 году образован трест «Югосталь», объединивший металлургические заводы Юзовки, Петровки, Макеевки и Енакиева.
В 1924 году переименованы шахты Енакиева:
- Софиевская шахта — имени Карла Маркса,
- Веровский рудник — шахта «Красный Профинтерн»,
- Нарьевский рудник — шахта «Красный Октябрь»,
- шахта «Бунге» — шахта «Юный Коммунар».

В 1924 году всеми шахтами было добыто 3,5 млн пудов угля. К 1925 году в Енакиеве насчитывалось 34 тыс. жителей.
После череды административно-территориальных реформ в период с 1919 по 1925 годы, Енакиево получило подтверждение статуса города постановлением Всеукраинского Центрального Исполнительного Комитета и Совета Народных Комиссаров от 13 марта 1925 года. В 1928 году он был переименован в Рыково, по фамилии советского партийного и государственного деятеля А. И. Рыкова. После ареста Рыкова в 1937 году переименован в Орджоникидзе в честь другого советского партийного и государственного деятеля Г. К. Орджоникидзе. Название Енакиево возвращено городу в 1943 году. За годы первых пятилеток тут построены коксохимический и цементный заводы, завод металлоконструкций, аглофабрика, новые шахты, в том числе № 1-2, № 4 и другие. Большим подвигом енакиевских металлургов стало строительство за 40 дней методом народной стройки первой в СССР разливочной машины. В 1932 году от центра к поселку Красный городок проложена трамвайная линия (см. Енакиевский трамвай). С 1933 года по 1941 год в городе действовал аэроклуб, который подготовил более 400 летчиков. Десять из них стали Героями Советского Союза, в том числе лётчик-космонавт Г. Т. Береговой — дважды Героем Советского Союза.
К 1939 году население города составило 88,2 тыс. человек. Город обслуживали 11 больниц, поликлиника, 71 школа, металлургический техникум, педучилище, фельдшерско-акушерская школа, музыкальная школа, более 120 библиотек, 2 Дворца культуры, 10 клубов. Издавалось 11 многотиражных газет. В 1934 году был открыт русский драматический театр. В черту города вошли старые посёлки: «Красный Профинтерн» и «Красный Октябрь», построены новые районы: имени Ватутина, Северный, Железнодорожный и другие. В 1950-х годах введены в эксплуатацию завод железобетонных изделий, экспериментальный завод строительных материалов, завод крупноблочного домостроения, авторемонтный завод.
31 октября 1941 года советские органы и войска оставили город, оккупирован германскими войсками,
3 сентября 1943 года Енакиево был освобождён от немецко-фашистских захватчиков войсками Южного фронта в ходе Донбасской операции:
- 5-й ударной армии в составе: 40-й (полковник Казак, Дмитрий Васильевич), 4-й (полковник Никитин, Сергей Иванович), 34-й Гвардейских стрелковых дивизий (полковник Брайлян, Филипп Васильевич) 31-го гв. ск (генерал-майор Утвенко, Александр Иванович) и 320-й стрелковой дивизии (генерал-майор Швыгин, Илья Иванович) 9-го ск (генерал-майор Рослый, Иван Павлович).
- Авиация дальнего действия в составе: часть сил 50-й авиадивизии дальнего действия (полковник Меньшиков, Фёдор Иванович) 6-го авиакорпуса дальнего действия (генерал-майор авиации Тупиков, Георгий Николаевич).

Войскам, участвовавшим в освобождении Донбасса, в ходе которого они овладели г. Енакиево, Артёмовск, Горловка, Дебальцево, Иловайск, Константиновка, Чистяково (ныне Торез) и другими городами, приказом Верховного Главнокомандующего И. В. Сталина от 8 сентября 1943 года объявлена благодарность и в столице СССР г. Москве дан салют 20-ю артиллерийскими залпами из 224 орудий.
Приказом Верховного Главнокомандующего И. В. Сталина в ознаменование одержанной победы соединениям, отличившимся в боях за освобождение города Енакиево, присвоено наименование «Енакиевских»:,
- 34-я гвардейская стрелковая дивизия (полковник Брайлян, Филипп Васильевич)
- 40-я гвардейская стрелковая дивизия (полковник Казак, Дмитрий Васильевич)
- 320-я стрелковая дивизия (генерал-майор Швыгин, Илья Иванович).[7]

4-я Гвардейская дивизия позже получила наименование Апостолово-Венской.
За годы войны 29 жителей города были отмечены званием Героя Советского Союза:
- Береговой Г. Т.
- Величко Г. И.
- Волошин Н. Ф.
- Выдренко Д. А.
- Гавриленко Л. И.
- Глебов Л. И.
- Глобин Н. И.
- Ёлкин В. Д.
- Зинченко В. Н.
- Кизюн П. К.
- Макеев Е. А.
- Максюта И. М.
- Манагаров И. М.
- Марченко А. Я.
- Нарбут Б. С.
- Николаенко Н. М.
- Однобоков П. М.
- Павлов И. М.
- Пузанов Л. И.
- Рыбкин В. Ф.
- Рыжков И. Е.
- Скворцов Н. А.
- Сытник В. М.
- Титов А. Т.
- Трушкин В. Ф.
- Утин В. И.
- Фёдоров И. А.
- Чумак Д. М.
- Щербина Н. С.

## Современная история
13 апреля 2014 года, в ходе протестов на Юго-Востоке Украины, Енакиево был занят силами самопровозглашённой Донецкой Народной Республики.